# Andrea Bodó-Molnár
Andrea Bodó-Molnár (Budapest, 4 agosto 1934 – Novato, 21 settembre 2022) è stata una ginnasta ungherese.

## Palmarès

### Olimpiadi
- Oro a Melbourne 1956 negli attrezzi a squadre.
- Argento a Londra 1948 nel concorso a squadre.
- Argento a Helsinki 1952 nel concorso a squadre.
- Bronzo a Helsinki 1952 negli attrezzi a squadre.